# Dogfight (film)
Pour les articles homonymes, voir Dogfight.
Pour plus de détails, voir Fiche technique et Distribution.
L'Amour n'est pas un jeu (Dogfight en anglais ; Le Défilé au Québec) est un film américain réalisé par Nancy Savoca, sorti en 1991.

## Synopsis
1963. Un groupe de Marines en permission pour la soirée organise un concours un peu particulier, le "Dogfight". Le principe est simple : celui qui ramène la fille la plus laide remporte le prix. Eddie Birdlace, à court de rendez-vous et résigné à y aller seul, se réfugie dans un coffee shop où il rencontre Rose, timide et solitaire, rêvant de devenir une chanteuse folk et qui correspond au profil recherché pour la soirée. La personnalité de la jeune fille le touche peu à peu, et lorsque celle-ci, furieuse, apprend l'enjeu de la soirée, il décide de la suivre afin de se faire pardonner. Mais le lendemain, Eddie et ses amis partent pour le Viêt Nam...

## Fiche technique
- Titre : Dogfight
- Réalisation : Nancy Savoca
- Scénario : Bob Comfort
- Production : Richard Guay, Peter Ross Newman et Cathleen Summers
- Société de production : Warner Bros. Pictures
- Musique : Mason Daring
- Photographie : Bobby Bukowski
- Montage : John Tintori
- Décors : Lester Cohen
- Costumes : Eugenie Bafaloukos
- Pays d'origine : États-Unis
- Format : Couleurs - 1,85:1 - Dolby - 35 mm
- Genre : Comédie dramatique, romance
- Durée : 94 minutes
- Dates de sortie : 13 septembre 1991 (New York), octobre 1991 (États-Unis)

## Distribution
- River Phoenix (VF : Alexandre Gillet ; VQ : Gilbert Lachance) : Eddie Birdlace
- Lili Taylor (VQ : Valérie Gagné) : Rose Fenny
- Richard Panebianco (VQ : Alain Zouvi) : Berzin
- Anthony Clark (en) (VQ : Sébastien Dhavernas) : Buell dit "Oakie"
- Mitchell Whitfield (en) (VQ : Antoine Durand) : Benjamin
- Elizabeth Daily (VQ : Marie-Andrée Corneille) : Marcie
- Sue Morales : Ruth Two Bears
- Christina Mastin (VQ : Hélène Mondoux) : Linda
- Holly Near (en) (VQ : Madeleine Arsenault) : la mère de Rose
- Peg Phillips : la vieille cliente du coffee shop
- Christopher Shaw : Donavin
- John Lacy : Fector
- Chris San Nicholas : un camarade du "dogfight"
- Brian Gotta : un Marine du "dogfight"
- Neal Allen : le sergent qui note les concurrentes du "dogfight"
- Ronny Lynch : le caporal  qui note les concurrentes du "dogfight"
- Brendan Fraser : le marin qui déclenche la bagarre avec les Marines

## Autour du film
- Le tournage s'est déroulé à San Francisco et Seattle.
- Dogfight est le premier long métrage cinéma de l'acteur Brendan Fraser, qui interprète ici le rôle d'un marin.

## Bande originale
- The Oogum Boogum Song, interprété par Brenton Wood
- Turkey Trot, interprété par Little Eva
- Twist, Twist Señora, interprété par Gary U.S. Bonds
- Night Train, interprété par The Rumblers
- What Have They Done To The Rain, composé par Malvina Reynolds
- Hey Liley, Liley Lo, interprété par Woody Guthrie
- Sugar Shack, interprété par The Fireballs
- The Nitty Gritty, interprété par Shirley Ellis
- Travelin' Man, interprété par Rick Nelson
- Since I Fell For You, interprété par Lenny Welch
- Easier Said Than Done, interprété par The Essex
- Party Lights, interprété par Claudine Clark
- The Bird's The Word, interprété par The Rivingtons
- Silver Dagger, interprété par Joan Baez
- Smoky Places, interprété par The Corsairs
- Wimoweh, interprété par The Weavers
- Guitar Highway, interprété par Brownie McGhee et Sonny Terry
- Good Morning Little Schoolgirl, interprété par Muddy Waters
- Let Me In, interprété par The Sensations
- Would You Care, composé par Charles Harris
- Let Me Call You Sweetheart, composé par Leo Friedman et Beth Slater Whitson
- Shake Sugaree, interprété par Elizabeth Cotten
- Don't Think Twice, It's All Right, interprété par Bob Dylan
- We Shall Overcome, interprété par Pete Seeger
- T.B. Sheets, interprété par Van Morrison
- Groovin', interprété par The Rascals
- Sunflower River Blues, interprété par John Fahey